# Correios de Angola
La Empresa Nacional de Correios e Telégrafos de Angola (ENCTA), plus simplement Correios de Angola, est l’opérateur public responsable du service postal en Angola.

## Réglementation
En 1980,  la Direction des services postaux et des télécommunications est divisée en deux sociétés autonomes par les décrets du Conseil des ministres 16/80 et 17/80, instaurant l'entreprise nationale des postes et télégraphes et l'Union nationale des télécommunications. La loi 4/01 du 23 mars 2001 ouvre le service postal complémentaire à la concurrence et définit le service postal universel. La société Empresa de Correios de Angola est régie par la loi n ° 9/95 du 15 septembre 1995 et le décret n ° 8/02 du 12 avril 2002.

## Activités
L’entreprise est habilitée par l'Etat à fournir les services postaux suivants :
- collecte, transport et livraison des envois postaux sur tout le territoire national;
- services financiers postaux;
- services de correspondance télégraphique;
- service postal universel;
- relations nationales et internationales visant à unifier le réseau postal mondial.